# Бортниково
Бортниково ((рос.:Бортниково, вимовляється як Бортнікава) — село у складі міського поселення Клин Клинського району Московської області Російської Федерації.

## Розташування
Село Бортниково входить до складу міського поселення Клин, воно розташовано поруч з містом Клин, Найближчі населені пункти, Титково, Захарово.

## Населення
Станом на 2010 рік у селі проживало 10 людей